# Baltazaria ruficoxalis
Baltazaria ruficoxalis is een insect dat behoort tot de orde vliesvleugeligen (Hymenoptera) en de familie van de gewone sluipwespen (Ichneumonidae). De wetenschappelijke naam van de soort werd in 2009 gepubliceerd door Sheng.